# (17246) Christophedumas
(17246) Christophedumas est un astéroïde de la ceinture principale.

## Description
(17246) Christophedumas est un astéroïde de la ceinture principale. Il fut découvert le 5 avril 2000 à Socorro par le projet LINEAR. Il présente une orbite caractérisée par un demi-grand axe de 2,84 UA, une excentricité de 0,02 et une inclinaison de 2,4° par rapport à l'écliptique.

## Compléments